# Ervauville
Ervauville é uma comuna francesa na região administrativa do Centro, no departamento Loiret. Estende-se por uma área de 12,46 km². Em 2010 a comuna tinha 545 habitantes (densidade: 43,7 hab./km²).